# Denise Delouche
Pour les articles homonymes, voir Delouche.
Denise Delouche, née le 9 juillet 1933 à Rennes où elle est morte le 5 août 2024,, est une historienne de l'art, professeure d'université française et agrégée d’histoire-géographie française.

## Biographie

### Thèse de doctorat sur les peintres en Bretagne
Denise Delouche est agrégée d'histoire et docteure en histoire de l'art. Elle est auteur d'une thèse de doctorat d'État qui a été soutenue à l'université Rennes-II, sur les peintres de la Bretagne avant Paul Gauguin. 
Dans cet ouvrage, Denise Lelouche étudie la manière dont le thème breton s'est forgé dans la peinture, pour plusieurs raisons, historiques et culturelles, ainsi que l'état des routes et l'éloignement de la province. Elle étudie notamment le rôle des estampes, réalisées par des artistes venus d'ailleurs, en lien avec le courant du romantisme, ainsi que par des artistes de Bretagne. Sa thèse offre un nouveau regard sur les peintres qui sont venus peindre en Bretagne.

### Travaux universitaires
Sa thèse de doctorat, et ses nombreux travaux ultérieurs la font considérer comme la plus grande spécialiste actuelle de l'histoire de la peinture et des peintres en Bretagne. Elle a contribué, avec André Mussat, à créer l’enseignement d'histoire de l'art à l’université Rennes 2 Haute Bretagne. Elle est directrice de l'UER des arts de l'Université de Haute-Bretagne en 1979. Elle est professeur d'histoire de l'art en 1989.
Elle a publié de nombreux livres et dirigé de nombreux ouvrages collectifs sur ces sujets, dont la revue Arts de l’Ouest.
Elle a rédigé la biographie d'Yvonne Jean-Haffen. Elle a également étudié l’œuvre de Mathurin Méheut,.

### Reconnaissances
Membre de l’Institut culturel de Bretagne depuis sa création, elle reçoit le collier de l'ordre de l'Hermine à Nantes en 1999.

## Publications

### Thèse de doctorat
- Les Peintres de la Bretagne avant Gauguin, Université Lille III, 1975 (BNF 34296631, présentation en ligne).
- Les peintres de la Bretagne, découverte d'une province (Texte remanié de la thèse), C. Klincksieck, coll. « Publications de l'Université de Haute-Bretagne » (no 7), 1977 (BNF 34611751).

### Autres ouvrages
- Pont-Aven et ses peintres, ouvrage collectif dirigé par Denise Delouche, PUR II, coll. « Arts de l'Ouest », 1986, 287 p.
- Bretagne, images et mythes, PU Rennes II, 1987, 237 p.
- Maurice Denis et la Bretagne, [catalogue d'exposition], avec Yvon Bonnot, J.J. Cléach, Françoise Daniel, Geneviève Lacambe, 1988.
- Michel Bouquet et les peintres de Keremma, [catalogue de l'exposition avril-juin 1988], 1988, 40 p.  (ISBN 2-906218-00-6).
- Le peintre et le paysan breton, URSA, coll. « Les peintres de la Bretagne », juin 1989, 216 p.  (ISBN 2-869340-11-7).
- Mémoires sculptées, PU de Bretagne, collection « Regards », 1992, 136 p.  (ISBN 2-86847-057-2).
- Sydney Lough Thompson, artiste néo-zélandais en Bretagne, [catalogue d'exposition], Musée de Pont-Aven, 1992.
- « Jean-Pierre Baillet », article [titre de la publication ?], 15 mai 1993[réf. incomplète].
- Jean-Pierre Baillet, sous la direction de Denise Delouche, PUR, collection « Regards d'artistes en Bretagne », 1994, 116 p.  (ISBN 2-86847-111-0).
- Les peintres de Belle-Île en Mer, sur les pas de Monet, collectif, [catalogue d'exposition], 1994, 96 p.
- François Renaud, la création bretonne 1900-1940, Véronique Lages-Thomas, sous la direction de Denise Delouche, éd. PUR, collection « Art de l'Ouest », 1995, 266 p.  (ISBN 2-86847-143-9).
- Yvonne Jean-Haffen, Finistère, Denise Delouche, Patrick Jourdan, Claudine Pigot, René Loïc, Vilbert, [catalogue d'exposition], 1997, 40 p.  (ISBN 2-906218-23-5).
- La sculpture dans l'Ouest, PU Rennes II, 1997, 170 p.  (ISBN 2-86847103X).
- Xavier de Langlais et la Bretagne, collectif sous la direction de Denise Delouche, éd. Coop Breizh, 1999.
- « Xavier de Langlais et la Bretagne », Ar-Men, novembre 1999.
- Eugène Boudin et la Bretagne, avec Patrick Jourdan, [catalogue d'exposition], Morlaix, 2000, 144 p.  (ISBN 2-911434-12-9).
- Louis Garin (1888-1959) : artiste de la Bretagne, Denise Delouche, avec Gwenaela Souet-Monnier, Philippe Théallet, éd. Terre de brume, 2000  (ISBN 2843621062).
- « Pierre Abadie-Landel, (1896-1972) », Ar-Men, n°11, 9 mars 2001, p. 46-53.
- Bretagne, terre des peintres, en collaboration avec Jean-Marie Michaud, éd. Cloitre, 2003  (ISBN 2-910981-91-6) (BNF 39018901).
- Mathurin Méheut, avec Anne de Stoop et Patrick Le Tiec, éd. Chasse-Marée, novembre 2004, 376 p.  (ISBN 2-914208-49-9).
- Bretons, Bretonnes, peintures et arts populaire, avec Patrick Jourdan et Anne Laurent, [catalogue d'exposition], musée de Morlaix, 2005, 52 p.  (ISBN 2-906218-38-3).
- Gouren, lutte et défis d'un sport breton, Léna Gourmelen, Jean Daniel Bourdonnay et coll., contribution de Denise Delouche, UEB, UFRAPS, Rennes II, éd. Coop Breizh, 2005, 144 p.  (ISBN 2-843462-58-4).
- Peintre de la Bretagne et quête spirituelle, avec Philippe Bonnet, [catalogue d'exposition], 2006  (ISBN 2-910128-38-5).
- Eugène Boudin et la Bretagne, éd. Palantines, 2006  (ISBN 9-114341-29-8).
- Pont-Aven du paysage à l'œuvre, avec Estelle Fremeau, [catalogue d'exposition], 2007, 120 p.  (ISBN 2-910128-41-5).
- François Hippolyte Lalaisse, de la Bretagne et autres contrées, Jean Cuisenier, Denise Delouche, Simone Lossignol, éd. Ouest-France, juillet 2007.
- Mathurin Méheut et la Cornouaille, éd. Palantines, février 2008  (ISBN 2-911434-89-7).
- Mathurin Méheut de Bretagne et d'ailleurs, avec Anne de Stoop et Chrystèle Rozé, éd. Palantines, juin 2008, 144 p.  (ISBN 978-2-911434-94-5) (BNF 41282622).
- Emma Herland, femme artiste en Bretagne, avec Estelle Guille des Buttes-Fresneau, éd. Musée de Pont-Aven, avril 2009, 80 p.  (ISBN 2-910128-45-8) (BNF 41420762).
- Monet à Belle-Île, éd. Palantines, octobre 2010  (ISBN 2-356780-41-6).
- Maurice Denis et la Bretagne, septembre 2010  (ISBN 2-356780-33-5).
- Les Peintres de la Bretagne, éd., Palantines, octobre 2011, 352 p.  (ISBN 2356780556).
- La Bretagne de Maurice Denis à l'Hôtel de Ville de Pont-Aven, salle Paul Gauguin, le 3 juillet 2009 à 18 heures.
- Maurice Le Scouëzec, au château de l'Hermine, 20 novembre 2010.

## Exposition
- La passion de l'estampe, commissariat d'exposition, présentation de sa collection personnelle au musée des beaux-arts La Cohue de Vannes, du 7 juin au 30 septembre 2008[5].